# Ronda (Spagna)
Ronda è un comune spagnolo di 36.827 abitanti situato nella comunità autonoma dell'Andalusia.
È una delle più antiche e belle cittadine andaluse che, in parte, conserva la sua antica struttura araba. È situata su un pianoro a strapiombo verso occidente elevato a 200 metri sulla sottostante pianura nella regione detta Serranía. Una profonda impressionante spaccatura (tajo) su una larghezza di 60-80 metri e con uno strapiombo di 160 metri sul torrente Guadalevín divide la città in due parti unite dal Puente Nuevo costruito nel 1784-88. Altri due ponti sono: uno di costruzione romana (Puente de San Miguel) e uno di origine araba (Puente Viejo) ricostruito.
La città confina ad est con il parco naturale della Sierra de las Nieves, a sud con la Valle del Genal, ad ovest con la Sierra de Grazalema ed a nord con delle pianure nella direzione di Campillos. Le comunicazioni con i territori confinanti è garantita da una rete stradale che attraversa numerosi valichi di montagna offrendo alla vista dei viaggiatori un meraviglioso paesaggio. Il trasporto su rotaia è effettuato con i treni Talgo che vanno verso Algeciras e Madrid.
La città antica conserva gli edifici di origine araba con strade strette e tortuose. La città è anche nota per avere la più antica Plaza de toros di Spagna per lo spettacolo della corrida, famosa anche per la sua rinomata scuola di equitazione.

## Storia

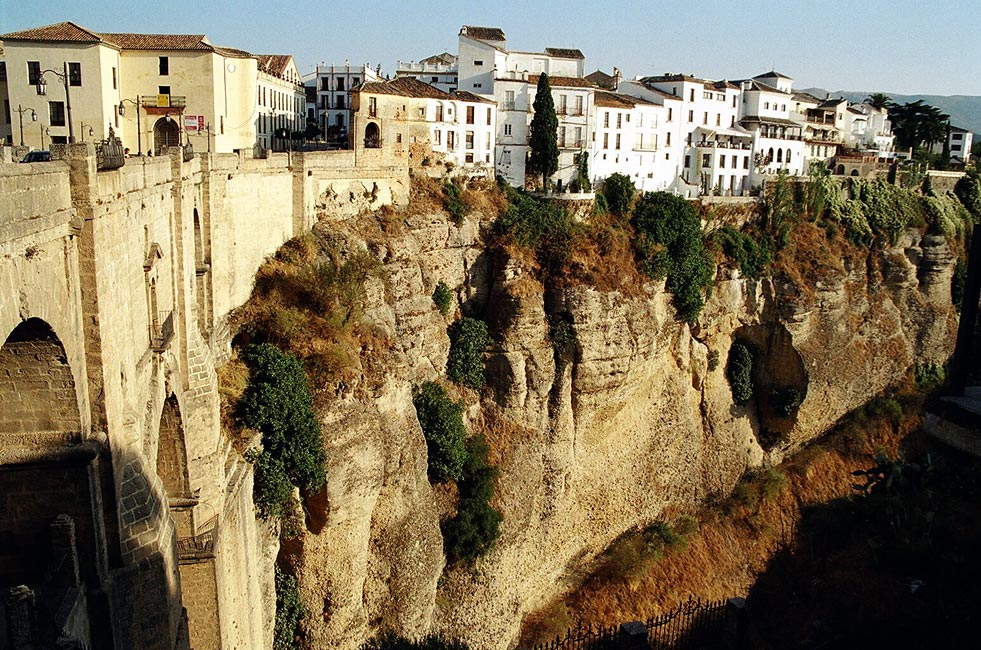
La Città e il Ponte Nuevo

Intorno alla città sono stati ritrovati resti preistorici risalenti al Neolitico tra i quali le pitture rupestri della Cueva de la Pileta. Le origini di Ronda risalgono ai celti, che nel VI secolo a.C. la chiamarono Arunda. Successivamente i fenici s'insediarono in un vicino villaggio, che chiamarono Acinipo. Arunda, dopo essere stata conquistata dai greci, cambiò il proprio nome in Runda.
Ronda fu fondata come conseguenza della seconda guerra punica, durante la campagna che il generale romano Scipione comandò contro i cartaginesi che dominavano la Penisola Iberica alla fine del III secolo a.C.. Con la costruzione del castello di Laurus si favorì l'insediamento della popolazione tutto intorno; finché, al tempo di Giulio Cesare, venne riconosciuta come municipium e gli abitanti (insieme con quelli della vicina Acinipo) divennero cittadini romani.
Nel V secolo, con la fine dell'Impero Romano, la città fu presa dai suevos al comando di Rechila, passando successivamente per un periodo bizantino, nel quale Acinipo fu definitivamente abbandonata, finché Leovigildo la integrò nel regno visigoto.
Nel 711 ci fu l'invasione musulmana della penisola iberica e, nel 713, l'attuale Ronda aprì le porte, senza combattere, al capo berbero Zaide Ben Kesadi El Sebseki. La città cambiò nome in Izn-Rand Onda (la città del castello) diventando la capitale della provincia andalusa di Takurunna.

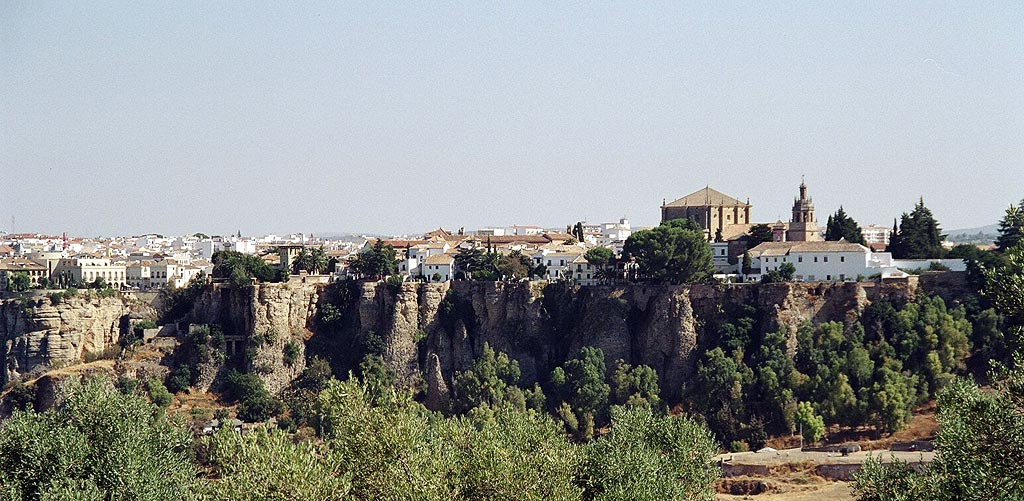
Veduta panoramica di Ronda.

Con la dissoluzione del califfato di Cordova, Ronda si convertì in un regno Taifa indipendente, retto da Abu Nur Hilal ben Abi Qurra: durante questo periodo venne costruita la maggior parte del patrimonio monumentale islamico di Ronda. Ad Abu Nur Hilal successe il figlio Abú Nasar la cui morte (per assassinio) portò Ronda a far parte del regno sivigliano di Abbad II al-Mu'tadid.
Il periodo islamico della città terminò quando, il 22 maggio 1485, il re Ferdinando il Cattolico riuscì a prenderla dopo un prolungato assedio, strappandola al Sultanato di Granada. Molti monumenti eretti dai musulmani furono rimodellati adeguandosi alla nuova situazione che viveva la città, che iniziò un nuovo periodo fiorente che la fece crescere estendendosi con nuovi quartieri come quelli di Mercadillo e San Francisco, mentre il vecchio nucleo arabo prese a conoscersi come La Ciudad (La Città).
Nel 1572 venne fondata la Real Maestranza di Cavalleria di Ronda con finalità di allenamenti per la difesa e le guerre del regno. Nel XVIII secolo furono fatte importanti costruzioni tra i quali il Ponte Nuevo, che è diventato il simbolo della città, e la Plaza de toros. A partire da questa epoca si crearono i miti romantici dei bandoleri e dei toreri. Il Castello del Laurel, fortezza di Ronda, venne abbattuto dai francesi nella loro ritirata. Durante l'Ottocento e il Novecento l'attività economica di Ronda continuò ad essere prevalentemente rurale, essendo il punto centrale dei paesi della Serranìa e avendo il momento di massimo splendore all'inizio del Novecento con l'avvento della ferrovia.
Nel 1918 si celebrò l'Assemblea di Ronda, nella quale venne deciso l'attuale disegno della bandiera, l'inno dell'Andalusia ed il suo stemma. In questa epoca iniziò a consolidarsi la Caja Ahorros di Ronda, che ha spinto fortemente l'economia della città fino alla sua fusione nel 1990 con altre entità bancarie in Unicaja.

## Economia
Ad oggi, Ronda vive principalmente sul turismo culturale e rurale. Ci sono alcune industrie agroalimentari e mobilifici, ed un gran numero di piccole attività commerciali e ristoranti pensati per soddisfare la domanda dei turisti che arrivano ogni giorno in escursione lungo la Costa del Sol.

## Monumenti

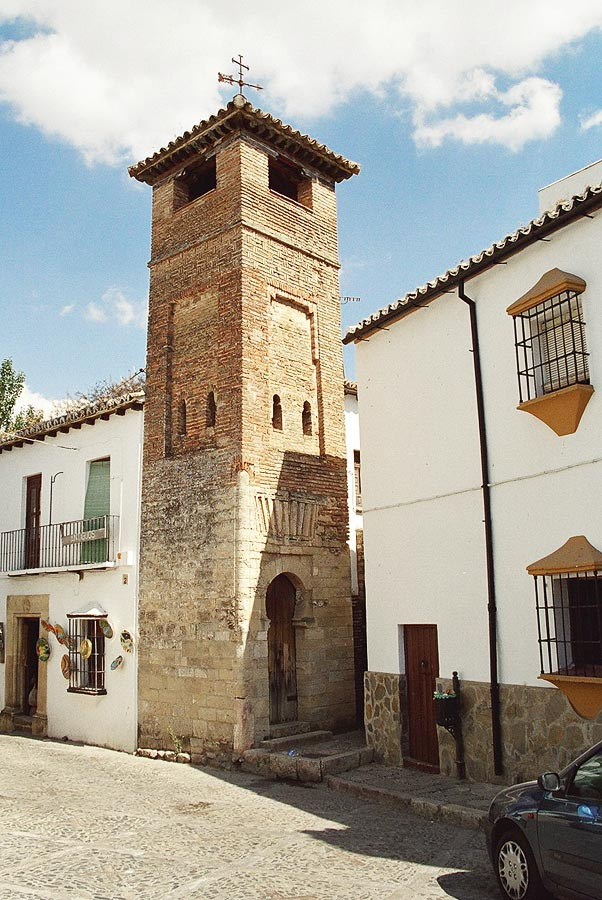
Alminar di San Sebastian

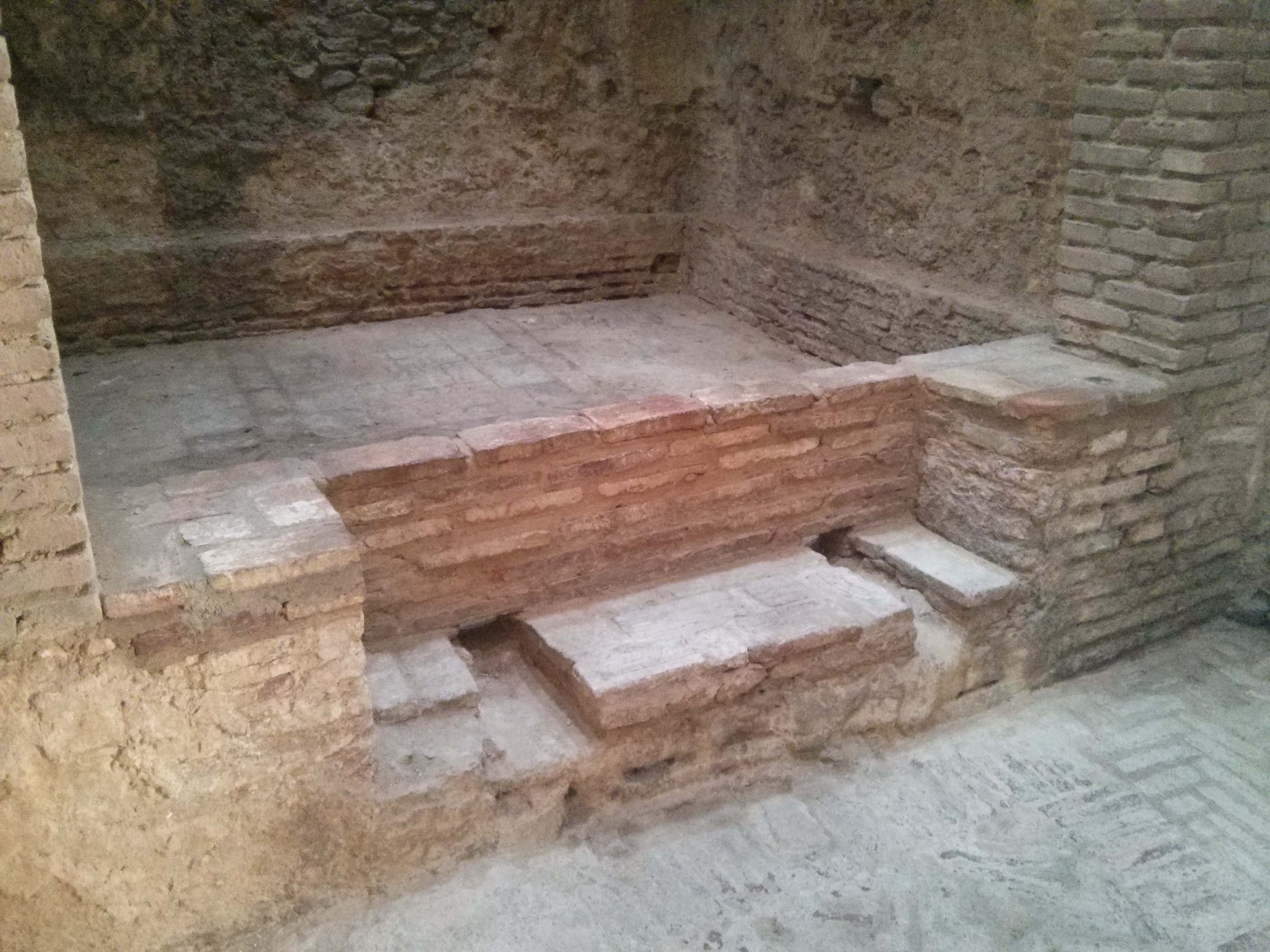
La piscina della sala fredda dei bagni arabi

Tra i monumenti cittadini, oltre al Puente Nuevo, sono da segnalare la Chiesa Maggiore, la Chiesa dello Spirito Santo, il Municipio, la Casa del re Moro dalla quale si può scendere nel fondo del burrone utilizzando le scale della miniera, la Casa del Gigante, il Manarete-Alminar di San Sebastian e il Ponte Arabo.
A fianco del Ponte Arabo si possono visitare i resti dei bagni arabi, che comprendevano una sala fredda (frigidarium), una tiepida (tiepidarium) e una calda (caldarium). Il sistema di riscaldamento riutilizzava in parte quello dei bagni romani che sorgevano nel medesimo luogo. L'acqua necessaria alla creazione del vapore era recuperata dal vicino torrente grazie a un sistema azionato da un mulo e a un piccolo acquedotto. 

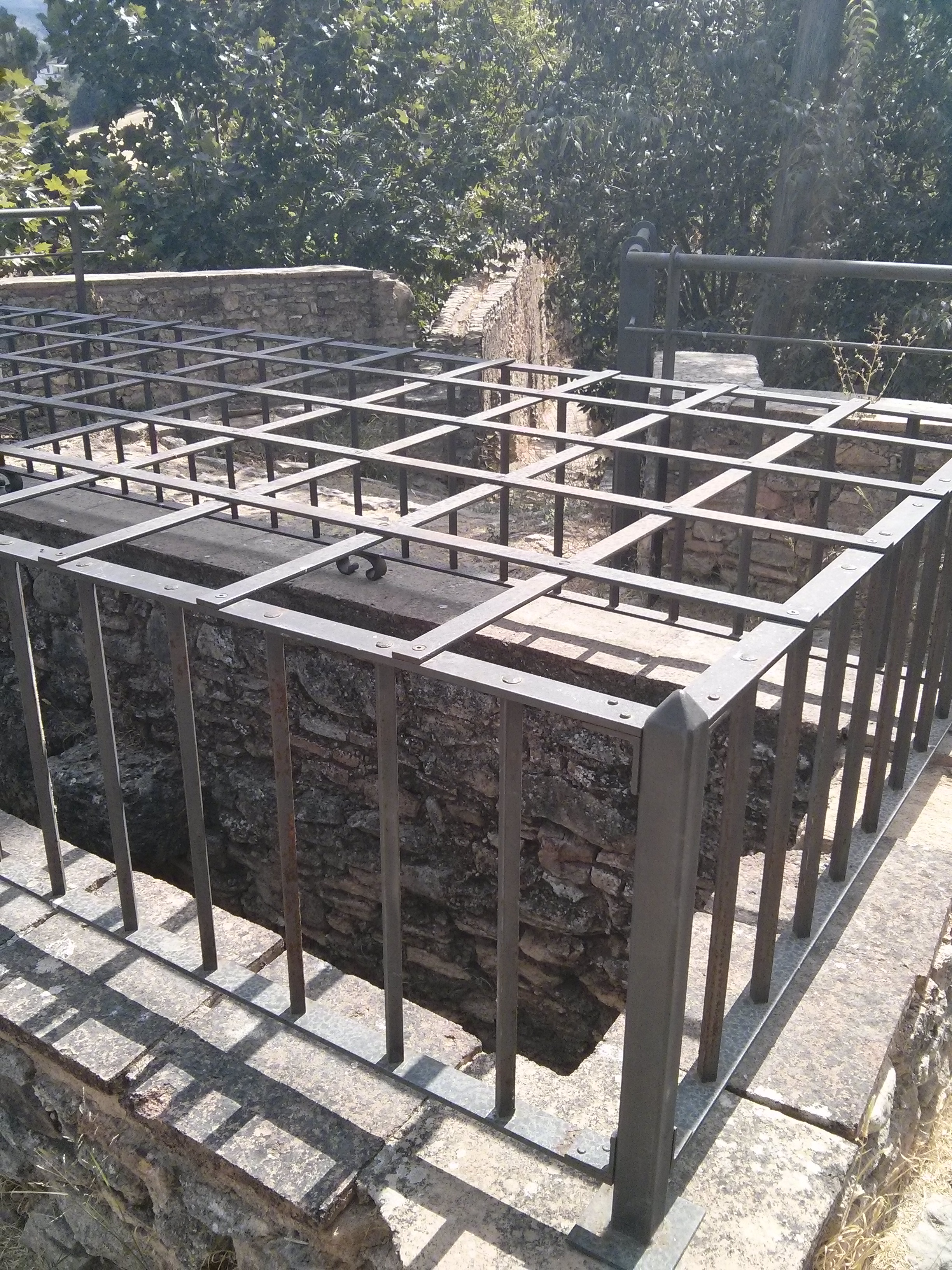
I resti del sistema di pescaggio, azionato da un mulo. Sullo sfondo è visibile l'acquedotto che trasportava l'acqua verso la caldaia

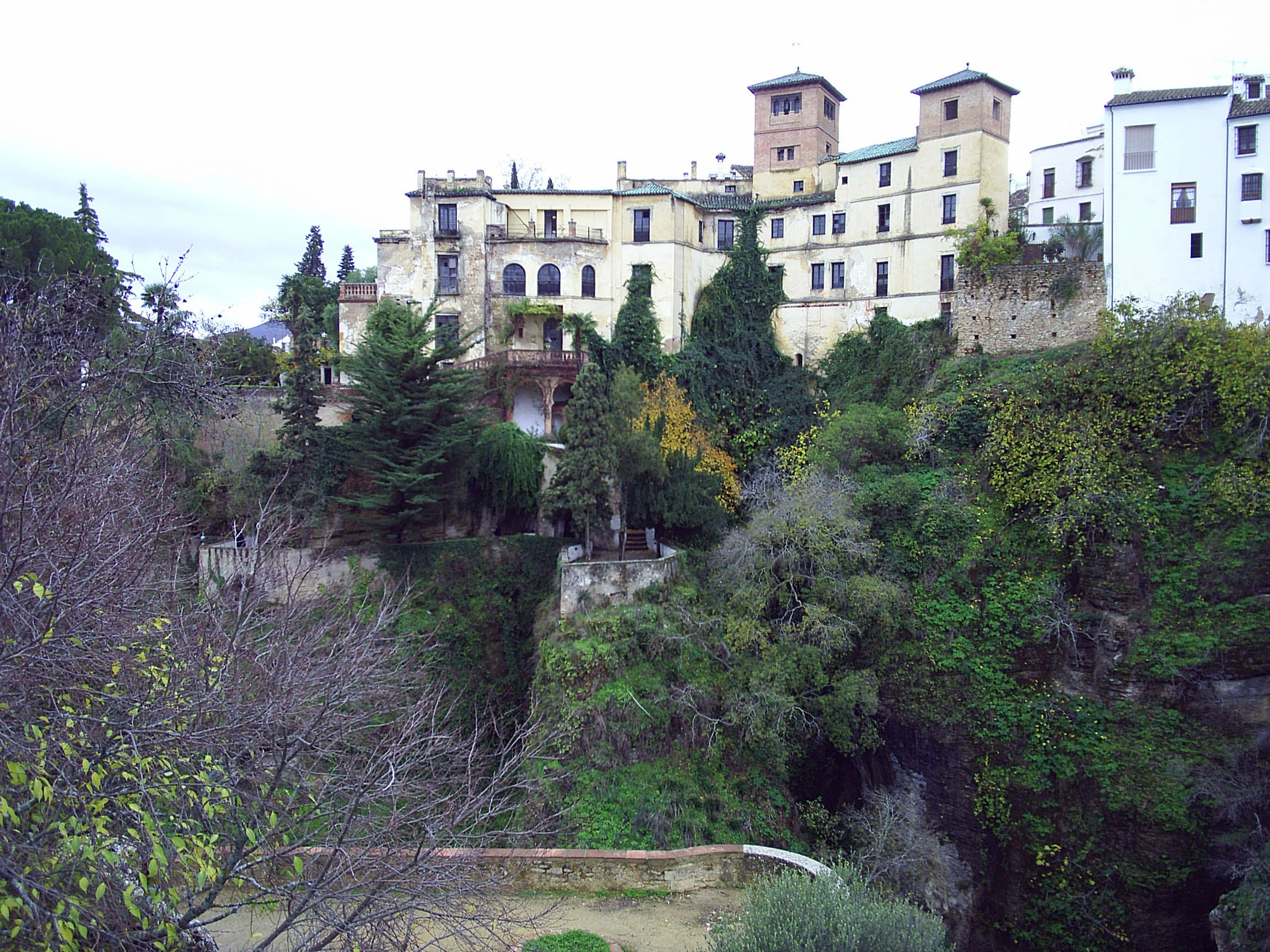
Veduta dai Giardini di Cuenca della Casa del Re Moro

Nella zona moderna si trova un Parador, costruito al posto del vecchio municipio ed il mercato di Abastos; la plaza de toros più antica della Spagna e con il raggio più grande del mondo; il parco della Alameda, che si affaccia sullo strapiombo, molta vegetazione e il nuovo Teatro Espinel.

## Casa del Rey Moro
La Casa del Rey Moro è un palazzo che si trova nel centro storico di Ronda, di pianta irregolare e con due torri di diverse altezze per assecondare la curva della strada. Il retro della casa si affaccia sul burrone e presenta giardini terrazzati a diversi livelli decorati con azulejos, fontane e laghetti con ninfee.
All'interno dei giardini si trova una miniera di origine araba, che permette di raggiungere il fondo del burrone attraverso una scalinata di circa 60 metri.

## Amministrazione

### Gemellaggi
La città è gemellata con:
- Cuenca
- Chefchaouen
- Castiglion Fiorentino
- Ascoli Satriano
- Ontinyent
- Ceuta

## Galleria d'immagini

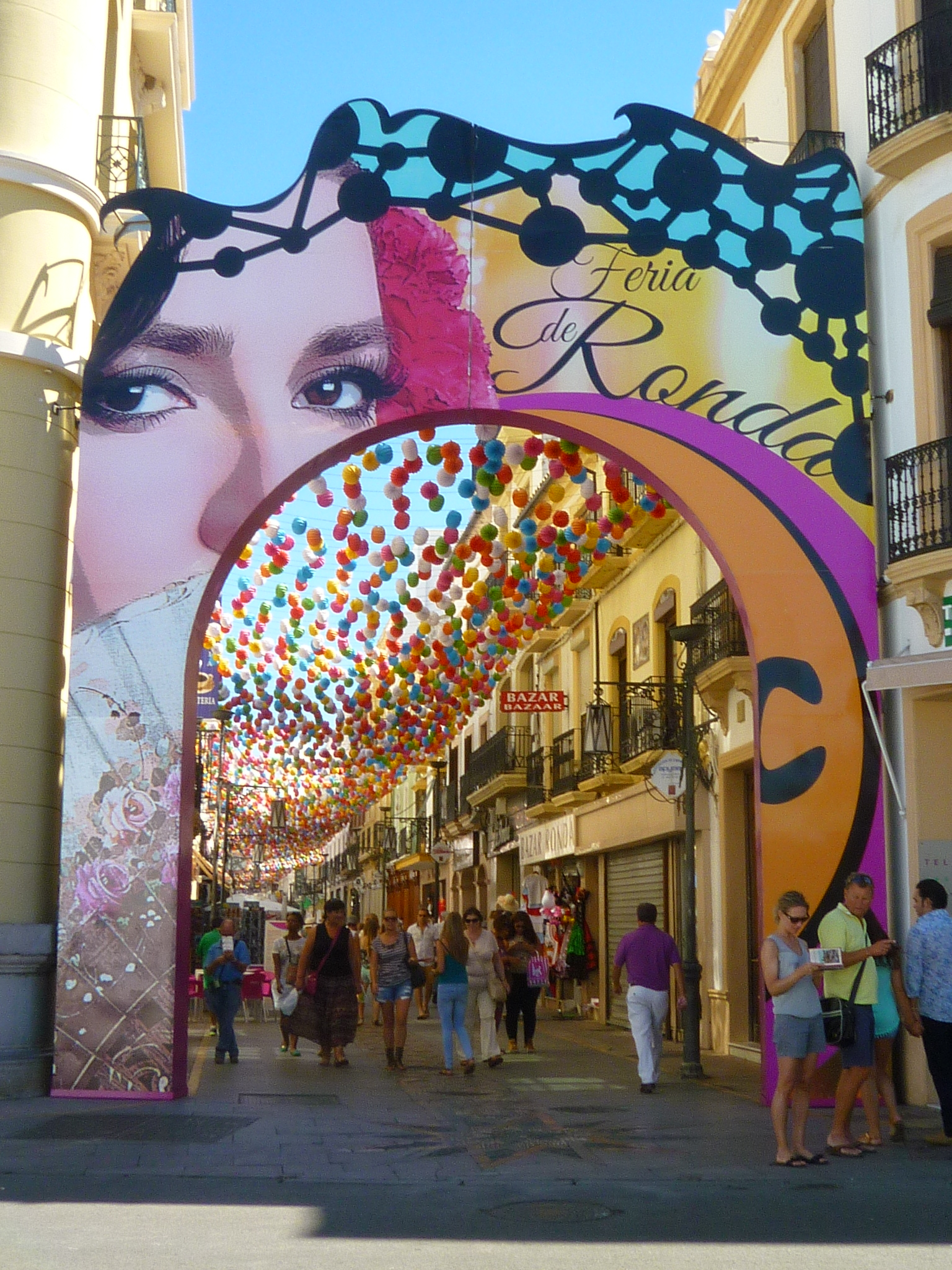
Feria de Ronda
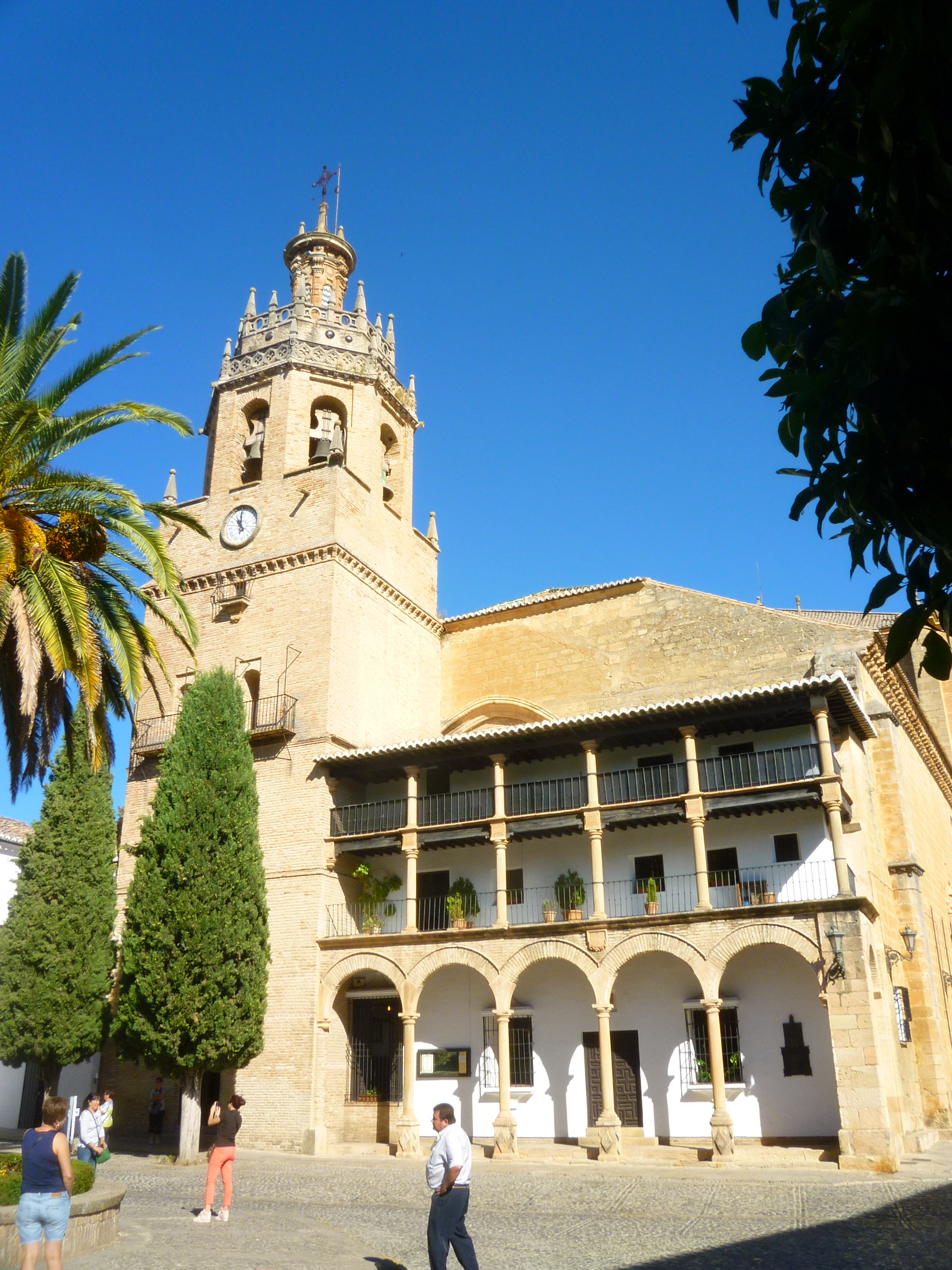
Santa Maria Maggiore
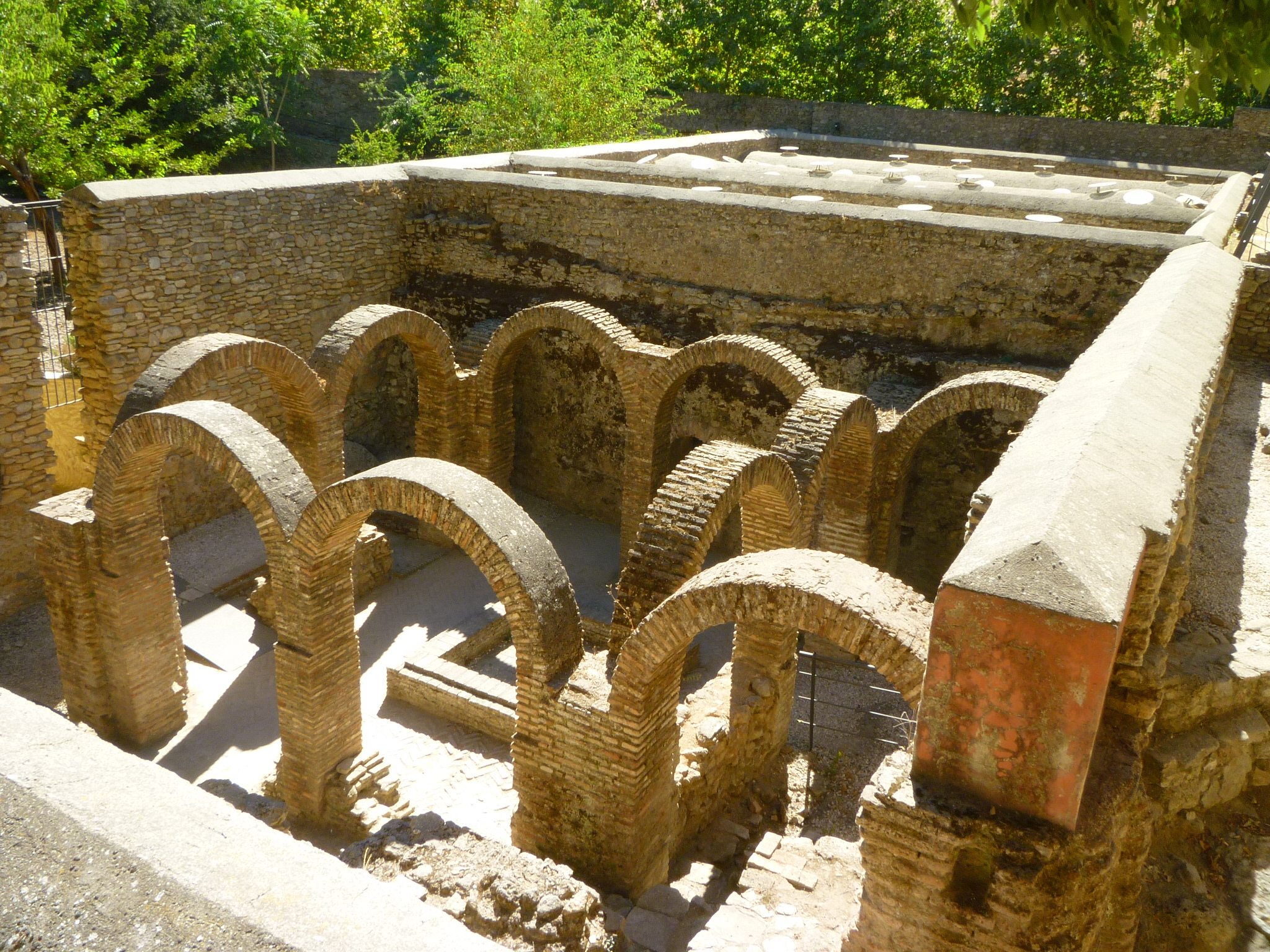
I bagni arabi
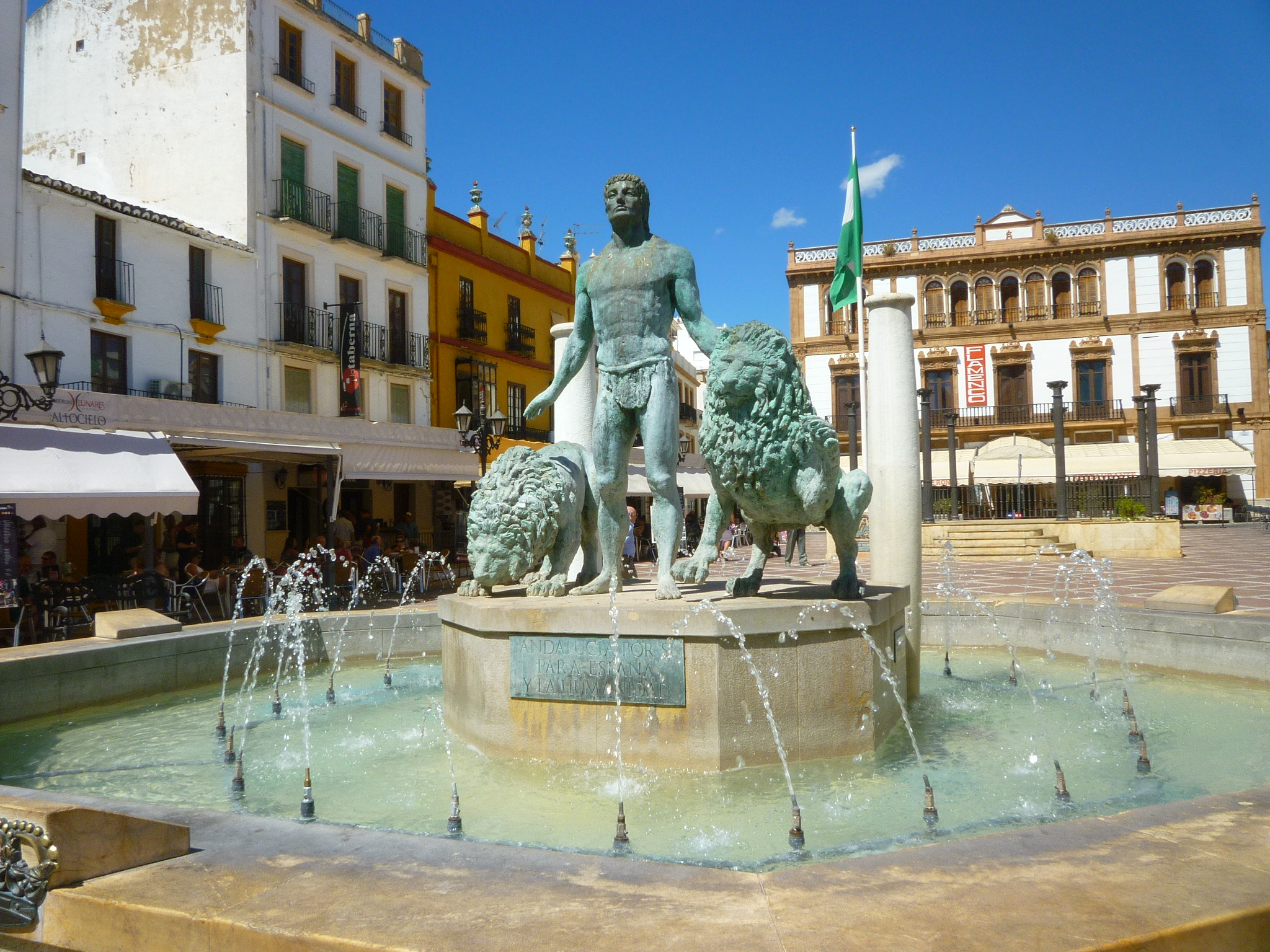
Piazza principale di Ronda
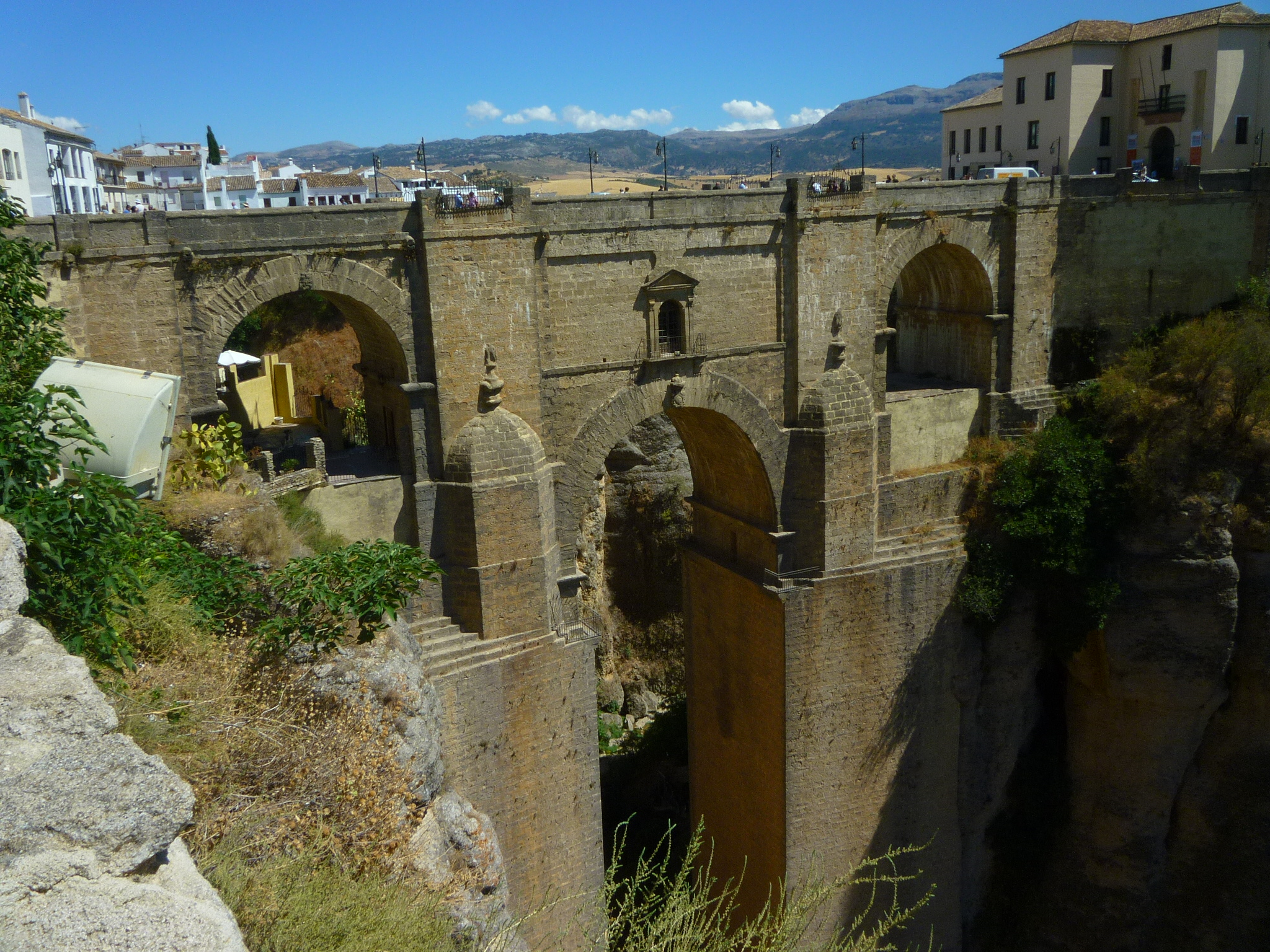
Ponte Nuevo
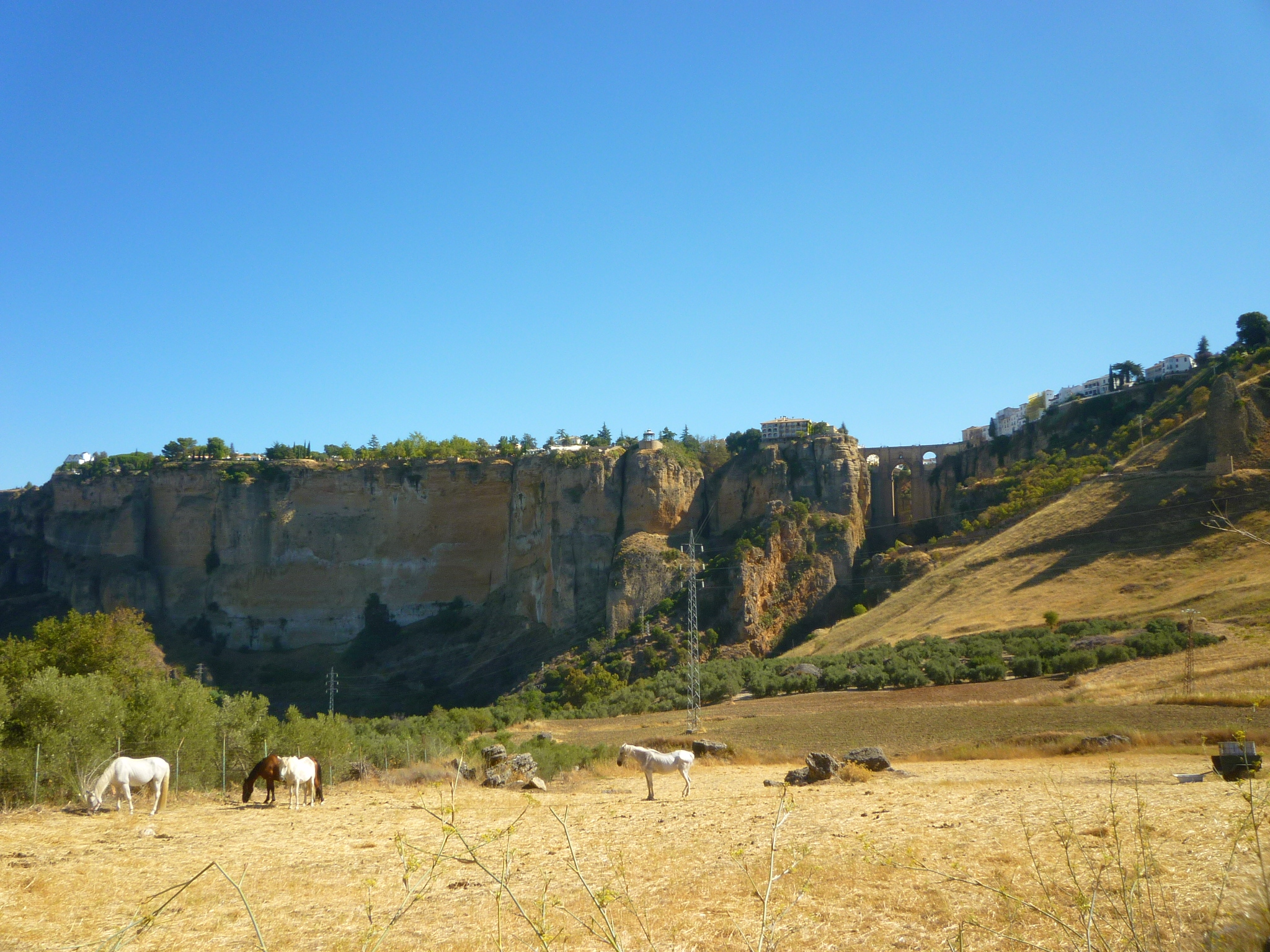
Ponte Nuevo
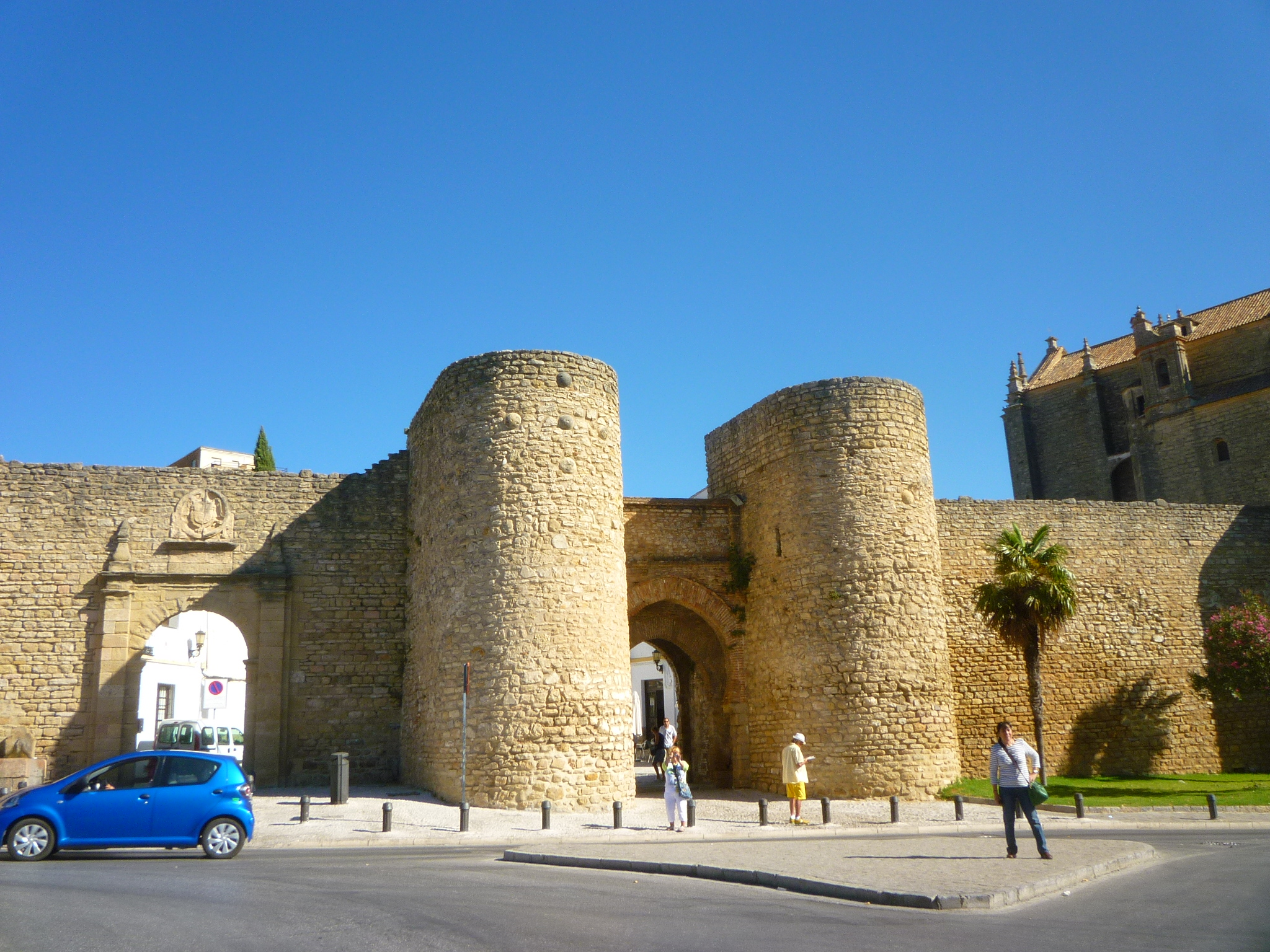
Puerta de Carlos V y puerta del Almocábar
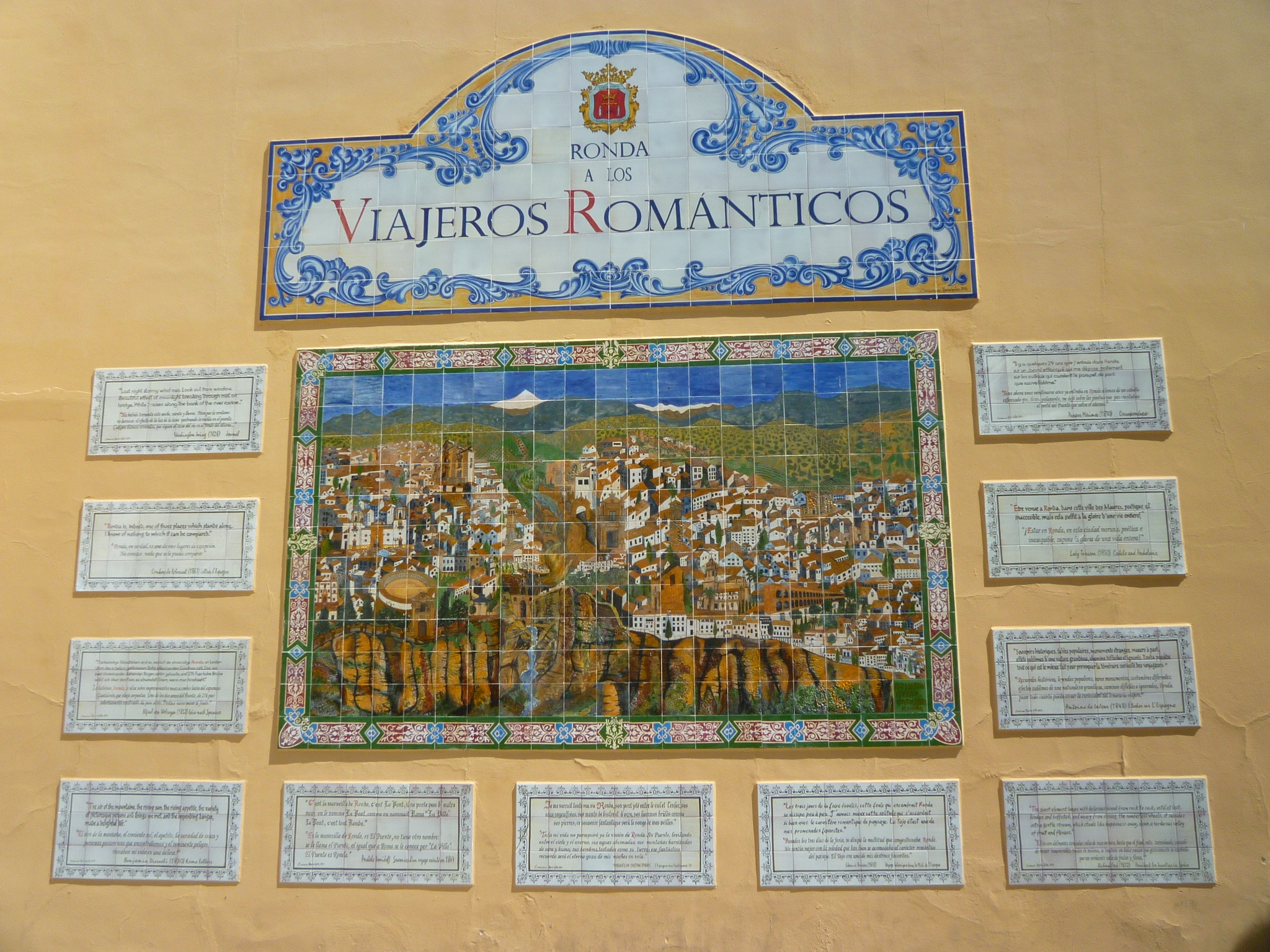
Viajeros Romanticos
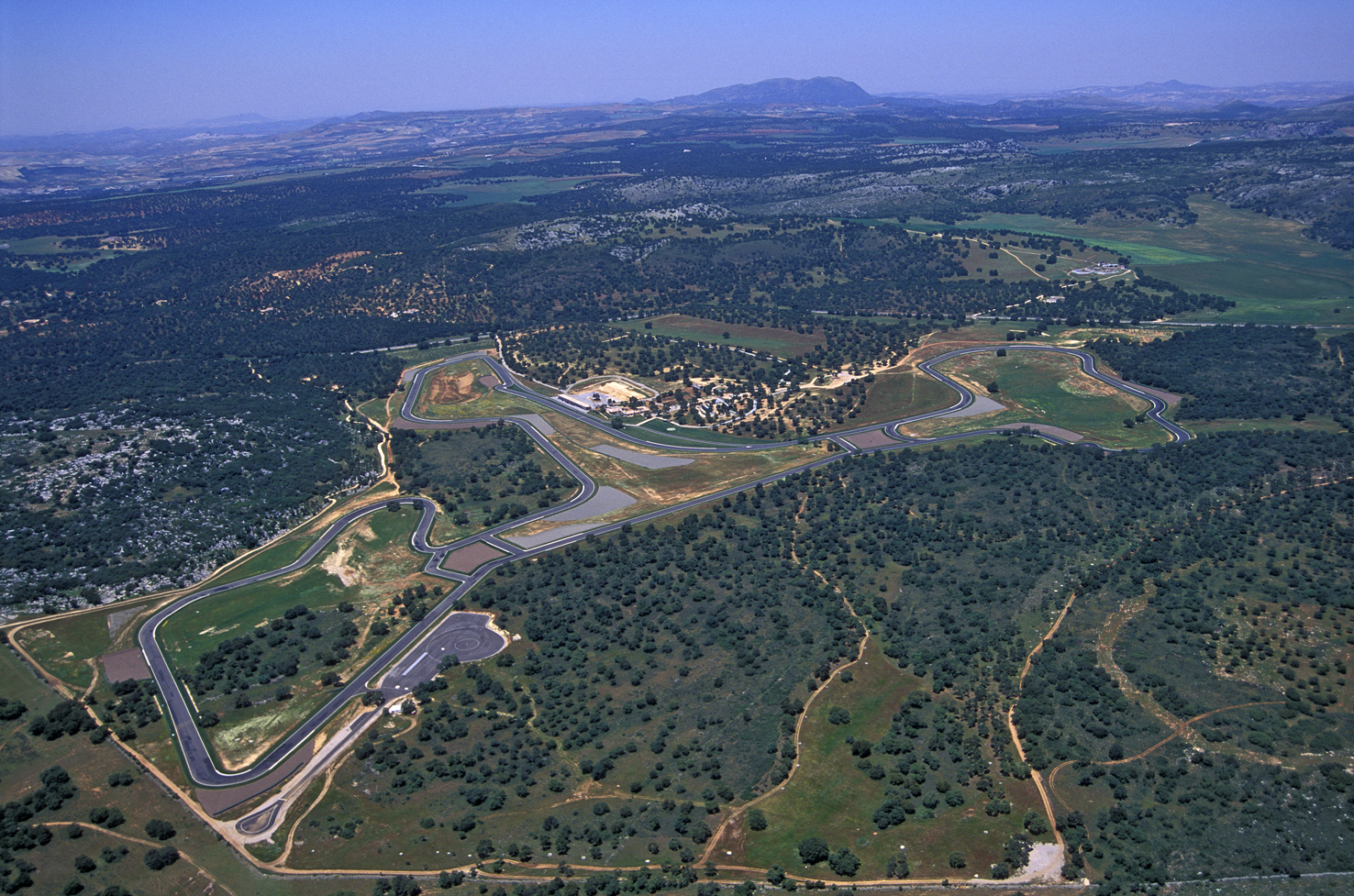
Vista aerea del circuito Ascari